# Félix Bertaux
Félix Adrien Nicolas Bertaux (*  9. November 1881 in Dombras, Département Meuse; † 19. September 1948 in Sèvres) war ein französischer Germanist, Übersetzer und Schriftsteller.

## Leben
Félix Bertaux stammte aus einer lothringischen Bauernfamilie und verlor früh seinen Vater. Sein Onkel Félix Piquet, Professor für Germanistik an der Universität Lille und einer der Gründerväter der Germanistik in Frankreich veranlasste ihn, Germanistik zu studieren. Bertaux studierte bei Charles Andler und unterrichtete nach seinem Examen zunächst deutsche Literatur am Collège in Sèvres. Ab 1923 veröffentlichte er in der Nouvelle Revue Française Rezensionen zu literarischen Neuerscheinungen in Deutschland und knüpfte Kontakte zu vielen bekannten Schriftstellern der Epoche wie z. B. Heinrich Mann, den er erstmals 1923 in der Abbaye de Pontigny traf.
Zusammen mit Émile Lepointe veröffentlichte Bertaux in der Reihe L´Allemand et l´Allemagne par les textes Textbücher für die gymnasiale Oberstufe, die die alten Bücher aus der Vorkriegszeit ersetzen sollten. Die ausgewählten Texte sollten anhand von aktuellen Zeitungsartikeln, literarischen Reportagen (z. B. Joseph Roths Reportagen aus dem Ruhrgebiet), Dokumenten über Industrie und Architektur einen aktuellen Eindruck von der deutschen Gesellschaft vermitteln. Seine Aufmerksamkeit galt dem deutschen Naturalismus genauso wie den Werken von Stefan George, Rainer Maria Rilke und Hugo von Hofmannsthal. In seinen Rezensionen machte Bertaux das französische Publikum auch mit den frühen Werken von Bertolt Brecht, Erwin Piscator, Walter Benjamin, Rudolf Kayser und Ernst Bloch bekannt.
Felix Bertaux ist der Vater des Germanisten Pierre Bertaux.

## Werke
- Panorama de la littérature allemande contemporaine. Kra, Paris 1928
- zusammen mit Hermann Kesten (Hrsg.): Neue französische Erzähler. G.Kiepenheuer, Berlin 1930
- zusammen mit Émile Lepointe: Dictionnaire français-allemand. Hachette, Paris 1941